# Гунеріх
Хунеріх, Хунерік (ванд. Hûnarix, лат. Hunirix, Hunericus) — король вандалів і аланів, який стояв на чолі Африканського королівства у 477–484 роках. Другий син і спадкоємець Гейзеріха.

## Родовід
|  |                  |  |  |  |  |  |  |  |  |  |  |  |  |  |  |  |
|  | Гейзеріх         |  |  |  |  |  |  |  |  |  |  |  |  |  |  |  |
|  |                  |  |  |  |  |  |  |  |  |  |  |  |  |  |  |  |
|  |                  |  |  |  |  |  |  |  |  |  |  |  |  |  |  |  |
|  | Гунеріх          |  |  |  |  |  |  |  |  |  |  |  |  |  |  |  |
|  |                  |  |  |  |  |  |  |  |  |  |  |  |  |  |  |  |
|  |                  |  |  |  |  |  |  |  |  |  |  |  |  |  |  |  |
|  | Ліцінія Євдоксія |  |  |  |  |  |  |  |  |  |  |  |  |  |  |  |
|  |                  |  |  |  |  |  |  |  |  |  |  |  |  |  |  |  |
|  |                  |  |  |  |  |  |  |  |  |  |  |  |  |  |  |  |

## Біографія
Правління Гунеріха розпочалося з поступок православним підданим. Можливо, король намагався знайти нову опору для своє влади. Адже вандальській знаті він не довіряв, а місцева африканська верхівка була майже суцільно православною. Але після того, як візантійський імператор Зенон надати аріанам свободу віросповідання у власних володіннях, Гунеріх почав переслідувати православних з іще більшим завзяттям, аніж Гейзеріх. В 484 році був скликаний помісний собор, після якого король видав едикт, який зобов'язував усіх підданих протягом кількох місяців стати аріанами.
У тому ж році королівство спіткали неврожай та викликаний ним голод. Голодні селяни рушили до Карфагена, де зберігалися чималі запаси збіжжя. Гунеріх злякався, що прохачі принесуть до столиці хвороби і наказав зачинити перед ними міські брами. Це рішення викликало масове незадоволення, яким скористалися православні проповідники для агітації проти вандалів та аріан. Сам Гунеріх невдовзі захворів та помер.